# The Loe
The Loe (korn. An Logh) – największe jezioro słodkowodne w Kornwalii w Anglii. Oddzielone jest od zatoki Mount’s Bay kanału La Manche cienką mierzeją zbudowaną z piasku i żwiru Loe Bar, położoną w połowie drogi między Porthleven a Gunwalloe. Zarówno przesmyk jak i jezioro znajdują się na terenie administrowanym przez National Trust. Przesmyk uformował się naturalnie w XII wieku i odciął Helston od pełnego morza. Natury tego odgrodzenia nigdy nie wyjaśniono naukowo. Obszar jeziora i przesmyku ma status Area of Outstanding Natural Beauty.